# 富山県道373号薮田下田子線
富山県道373号薮田下田子線（とやまけんどう373ごうやぶたしもだこせん）とは、富山県氷見市内を通る一般県道（富山県道）である。

## 概要
ほぼ全区間、国道160号と並行しており、市の中心部を縦貫している。
- 起点：富山県氷見市阿尾字瀬戸ヶ谷内4の2[1]（＝国道160号交点）
- 終点：富山県氷見市下田子字田割162[1]（＝富山県道299号下田子島尾線起点）[2]

## 歴史
- 1975年（昭和50年）4月1日：路線認定[1]。

## 接続道路
- 国道160号（氷見市阿尾：起点）
- 富山県道306号平阿尾線（氷見市阿尾・阿尾（北）交差点）
- 富山県道18号氷見田鶴浜線（氷見市阿尾・阿尾城跡口交差点）
- 富山県道304号鹿西氷見線（氷見市間島・間島交差点）
- 富山県道303号柿谷池田線（氷見市北大町・北大町交差点）
- 国道415号（氷見市中央町・中央町交差点）
- 富山県道312号鞍川中町線（氷見市比美町・比美町交差点）
- 富山県道301号氷見停車場線（氷見市伊勢大町1丁目・氷見駅口交差点）
- 富山県道76号氷見惣領志雄線（氷見市伊勢大町2丁目・八幡橋交差点）
- 富山県道361号五十里氷見線（氷見市窪・柳田（北）交差点）
- 国道415号（氷見市窪・柳田交差点）
- 富山県道299号下田子島尾線（氷見市下田子：終点）

## 重複区間
- 国道415号（氷見市中央町・中央町交差点 - 同市柳田・柳田交差点）

## 橋梁
- 北の橋（氷見市北大町 - 同市中央町）

## 周辺
- 氷見阿尾の浦温泉
- 阿尾城跡
- 唐島荘ユースホステル
- 氷見漁港
- 氷見市いきいき元気館（いきいき館）
- 氷見市役所
- 氷見郵便局
- 氷見伏木信用金庫 本店
- 氷見教育文化センター
- 氷見市民会館
- 氷見市立窪小学校